# Godeliève Mukasarasi
Godeliève Mukasarasi (sinh năm 1959) là một nhân viên xã hội người Rwanda, người sống sót sau cuộc diệt chủng và là nhà hoạt động phát triển nông thôn. Vào năm 2018, bà được trao Giải quốc tế cho Phụ nữ dũng cảm.

## Bối cảnh và hoạt động
Mukasarasi được sinh ra ở Gitarama, Muhanga, nơi bà tiếp tục làm việc như một nhân viên xã hội. Sau cuộc diệt chủng Rwandan năm 1994, bà thành lập một nhóm gọi là SEVOTA, một nhóm hỗ trợ giúp đỡ những người góa phụ và trẻ mồ côi để tiếp tục các quyền kinh tế xã hội của họ. Tổ chức nhấn mạnh việc tạo ra "không gian an toàn" cho các cuộc đối thoại sống sót và giải trí thể chất cho trẻ em, và có trụ sở tại Taba.
Năm 1996, chồng bà, Emmanuel Rudasingwa, và con gái đã bị giết bởi một nhóm vũ trang. Trong lời khai của mình cho các nhà điều tra nhân quyền, Mukasarasi đã gán cuộc tấn công cho Hutus gần đây đã trở về từ Zaire, để trả thù cho những cuộc trò chuyện của chồng bà với đại diện của Tòa án Hình sự Quốc tế Rwanda. Mukasarasi bị đe dọa, nhưng bà tìm thấy bốn người sẵn sàng làm chứng. Bà được trao Giải quốc tế cho Phụ nữ dũng cảm vào năm 2018 cho công việc này và công việc khác.

## Sự công nhận
Công việc của Mukasarasi đã giành được các giải thưởng quốc gia và quốc tế khác. Vào tháng 10 năm 1996, bà được trao giải thưởng sáng tạo của phụ nữ trong đời sống nông thôn từ Hội nghị thượng đỉnh phụ nữ thế giới, và bà cũng nhận được giải thưởng Nzambazamariya Vénéranda, một giải thưởng Rwandan cho một cá nhân quảng bá hình ảnh tích cực cho phụ nữ. Năm 2004, bà được nhận giải thưởng Tự do John Humphrey của Trung tâm Quốc tế về Nhân quyền và Phát triển Dân chủ, với khoản tiền C$30,000 và cho phép Mukasarasi tham gia một tour diễn nói về các thành phố của Canada để thúc đẩy công việc của bà. Kathleen Mahoney, chủ tịch hội đồng của Trung tâm, phát biểu trong một thông cáo báo chí rằng "thông qua sự can đảm, sự nhiệt tình và cam kết vững chắc của bà ấy, Mukasarasi đã thành công trong việc đạt được sự tin tưởng của nạn nhân cưỡng hiếp và bạo lực tình dục, đặc biệt là phụ nữ nhiễm HIV/AIDS, cũng như phá vỡ sự im lặng và giúp đỡ những phụ nữ này có được công lý."